# Saruman
Saruman den vite är en av de fem istari (trollkarlarna) i J.R.R. Tolkiens fantasyvärld och omnämns i bland annat trilogin om Härskarringen och Silmarillion. Saruman föll offer för ondskan och blev i slutändan mördad av sin egen tjänare Gríma. 

## Ankomsten till Midgård
Saruman var i tredje åldern vita rådets ledare. Mest känd var Saruman för sin övertalningsförmåga. Vissa kunde höra hans uppmaningar under en lång tid framöver. Han var från början en av valan Aulës maiar, och med Rómestámo (Alatar) dom enda villiga att resa till Midgård för att bekämpa Sauron. När han ankom till Midgård reste han med Rómestámo och Morinethar (Pallando) till östern. Efter ett tag återvände dock Saruman till väst, utan de andra. Saruman skall visst även haft (grundat?) en fästning någonstans i Rhûn. Saruman den vite var den äldste av de fem trollkarlarna som kom till Midgård, och den förste som klev i land i Midgård. Alven Círdan gav dock Gandalf den röda, eldens ring, Narya (en av de tre stora alvringarna). Sarumans avund övergick till vilt hat mot Gandalf. 
Saruman var den av istari som kungarna och rikshovsmästarna i Gondor hade störst tillit till. Under sina besök i Minas Tirith läste Saruman de hemliga rullarna som bland annat beskrev att Orthancs palantir med stor sannolikhet ännu existerade. Därför slog han sig ned i Isengård år 2759, tredje åldern. Samma år erhöll han Orthancs nycklar av rikshovsmästaren Beren som välkomnade Saruman då Isengårds gondorianer dött ut, sedan dunlänningar ockuperat Isengård. 
Saruman var inte alltigenom illasinnad. Men efter en tid började han smida onda planer för att utplåna Rohan. Dels för att utöka sin och Saurons makt. Till sin hjälp hade han avlat fram Uruk-hai som är en korsning av orcher och människor.

## Sarumans förräderi
Saruman ville finna den enda Ringen och misstänkte att den fanns i området vid Glitterfälten (nära Dol-Guldur). Han använde bland annat Radagasts fåglar i sitt sökande, under förevändningen att han bevakade fienden, och slöt upp med övriga rådet (år 2941) och de angrep Dol-Guldur och jagade bort Sauron. Efter det här mötet tog Saruman Isengård som sitt fäste.
Saruman använde Orthancs palantir för första gången kring år 3000, och han kom i kontakt med Ithil-stenen medan han var försvagad och maktförblindad, och därför sårbar för Saurons vilja. Snart var Saruman tvungen att rapportera till Sauron regelbundet.
Som ett led i en plan att erövra Rohan rekryterades Gríma som agent i Edoras och blev kung Théodens rådgivare. När Théoden insjuknade blev han allt mer beroende av Gríma, som nu hade all makt vilket lämnade Rohan öppet för en attack.
Sarumans besökte Fylke flera gånger då han trodde att Gandalf hade vetskap om var ringen fanns, och hoberna som upptäckte hans närvaro förväxlade honom med Gandalf.
Sommaren 3018 lurade Saruman Gandalf till Isengård och föreslog att de skulle gå ihop med Sauron, för att sedan ta över makten själva och dela upp Midgård mellan sig. Gandalf vägrade och sattes i arrest ovanpå Orthanc. Med Gandalf ur vägen trodde Saruman att han skulle ha goda chanser att finna ringen, men Gandalf lyckades fly med hjälp av örnen Gwaihir. Efter att Gandalf flytt skickade Sauron, som insett att han blivit lurad, Nazgûlerna till Isengård. Saruman började sedan sätta sina planer i verket för att erövra Rohan.
I Rohan stötte Sarumans trupper på motstånd vid Isenvaden. Trupperna där leddes av Theodred, kungens son. Innan Andra slaget vid Isenvaden dödades Theodred av tungt beväpnade uruker. Rohan försvarade sig likafullt och blev inte belägrat.
När Sarumans Uruk-hai nådde Amon Hen där brödraskapet befann sig hade de beordrats att döda alla utom hoberna som skulle föras levande till Isengård. Orcherna tillfångatog Merry och Pippin men blev senare där de blev omringade av Éomers eored och ingen av orcherna lyckades fly. Hoberna flydde till Fangorn där de träffade Lavskägge. 
Saruman hade ingen vetskap om nederlaget, han begav sig av för att möta orcherna. Han hade anledning att tro att uppdraget hade lyckats då han skickat Mauhur med förstärkningar dit. Dock blev dessa också krossade av ryttarna.
I fruktan över att ryttarna kanske hade ringen så skyndade Saruman tillbaka till Isengård och tredubblade sitt anfall mot Rohan. Styrkan var på 10 000 man, bestående av orcher, uruker, dunlänningar samt ett mindre antal vargryttare. Denna gång föll Rohan.

## Peter Jacksons filmatisering
I Peter Jacksons filmatisering av trilogin spelas han av Christopher Lee.